# Urad Združenih narodov za usklajevanje humanitarnih dejavnosti
Urad Združenih narodov za usklajevanje humanitarnih dejavnosti (angleško United Nations Office for the Coordination of Humanitarian Affairs; OCHA) je organ Združenih narodov (ZN), ki ga je leta 1991 ustanovila Generalna skupščina za okrepitev mednarodnea odziva na kompleksne izredne razmere in naravne katastrofe. Je naslednik Urada Združenih narodov za pomoč ob nesrečah (Office of the United Nations Disaster Relief Coordinator, UNDRO).
Generalni sekretariat je kmalu zatem ustanovil Oddelek za humanitarne zadeve (Department of Humanitarian Affairs, DHA), vendar se je ta leta 1998 združil z OCHA, ki je postal središče Združenih narodov za ukrepanje ob naravnih nesrečah. Mandat OCHA se je nato razširil na humanitarni odziv, razvoj politik in humanitarno zagovorništvo. Njegove dejavnosti vključujejo organiziranje in spremljanje financiranja, razvoja politik in zagovorništva humanitarnih dejavnosti ter omogočanje izmenjave informacij za pomoč ekipam za hitri odziv.
OCHA vodi generalni podsekretar za humanitarne zadeve in koordinator za pomoč ob naravnih nesrečah (Under-Secretary-General for Humanitarian Affairs and Emergency Relief Coordinator, USG/ERC), imenovan za obdobje petih let. Od julija 2021 to vlogo opravlja Martin Griffiths iz Združenega kraljestva.
OCHA je leta 2016 organiziral Svetovni humanitarni vrh v Carigradu v Turčiji. Je stalni opazovalec Skupine Združenih narodov za razvoj.